# Glen Powell
Glen Thomas Powell Jr. (Austin, 21 ottobre 1988) è un attore statunitense.

## Biografia
Nato e cresciuto a Austin, Texas, figlio di Cindy Powell e Glen Thomas Powell Sr., ha una sorella maggiore, Lauren, e una sorella minore, Leslie. Si è diplomato alla Westwood High School. Prima di trasferirsi a Los Angeles, ha studiato presso l'Università del Texas ad Austin, laureandosi in radio, televisione e cinema. Inizia a recitare in teatro, esibendosi in produzioni di The Music Man, Oliver! e The Sound of Music.
Debutta al cinema nel 2003 con un ruolo in Missione 3D - Game Over di Robert Rodriguez, successivamente partecipa a varie produzioni televisive, tra cui Jack & Bobby, Senza traccia e CSI: Miami. Ha recitato nei film The Wendell Baker Story e Jumping Off Bridges, dove oltre come attore ha lavorato anche come stuntman. Nel 2007 viene diretto da Denzel Washington in The Great Debaters - Il potere della parola. Nel 2012 ottiene un piccolo ruolo ne Il cavaliere oscuro - Il ritorno, ultimo capitolo della trilogia di Christopher Nolan.
Nel 2014 fa parte del nutrito cast del film d'azione I mercenari 3. Nel corso della sua carriera ha scritto e prodotto alcuni cortometraggi. Nel 2015 entra nel cast della serie di Ryan Murphy Scream Queens, nel ruolo del ricco pervertito Chad Radwell, fidanzato della protagonista della serie interpretata da Emma Roberts. Nel 2016 recita in Tutti vogliono qualcosa di Richard Linklater e interpreta il ruolo dell'astronauta John Glenn nel film Il diritto di contare. Nel 2018 recita insieme a Zoey Deutch nel film Come far perdere la testa al capo, mentre nel 2022 è tra i protagonisti di Top Gun: Maverick.

## Filmografia

### Attore

#### Cinema
- Missione 3D - Game Over (Spy Kids 3-D: Game Over), regia di Robert Rodriguez (2003)
- The Wendell Baker Story, regia di Andrew Wilson e Luke Wilson (2005)
- Jumping Off Bridges, regia di Kat Candler (2006)
- Fast Food Nation, regia di Richard Linklater (2006)
- L'amore giovane (The Hottest State), regia di Ethan Hawke (2006)
- The Safe Side: Internet Safety, regia di Douglas Aarniokoski (2006) - cortometraggio
- Hidden Places, regia di Michael Morlan (2006) - cortometraggio
- The Great Debaters - Il potere della parola (The Great Debaters), regia di Denzel Washington (2007)
- Pig, regia di Henry Barrial (2011)
- J.A.W., regia di Nate Parker (2011) - cortometraggio
- Barrio Tales, regia di Jarret Tarnol (2012)
- The Vibrator, regia di Daniel Zagayer (2012) - cortometraggio
- Il cavaliere oscuro - Il ritorno (The Dark Knight Rises), regia di Christopher Nolan (2012)
- Stuck in Love, regia di Josh Boone (2012)
- The Uninvited: A Red River Rivalry Nightmare, regia di Christopher Farah (2012) - cortometraggio
- Mother Hen, regia di T. Justin Ross (2012) - cortometraggio
- Best Friends Forever, regia di Brea Grant (2013)
- Bizarre Bracket Behavior, regia di Tim Cairo, Shaye Ogbonna (2013) - cortometraggio
- Starting Over with Brooke Shields, regia di Ryan Perez (2013) - cortometraggio
- Red Wing, regia di Will Wallace (2013)
- April Apocalypse, regia di Jarret Tarnol (2013)
- I mercenari 3 (The Expendables 3), regia di Patrick Hughes (2014)
- Sex Ed, regia di Isaac Feder (2014)
- Wind Walkers, regia di Russell Friedenberg (2015)
- Un poliziotto ancora in prova (Ride Along 2), regia di Tim Story (2016)
- Conspiracy - La cospirazione (Misconduct), regia di Shintaro Shimosawa (2016)
- Tutti vogliono qualcosa (Everybody Wants Some), regia di Richard Linklater (2016)
- Il diritto di contare (Hidden Figures), regia di Theodore Melfi (2016)
- Castello di sabbia (Sand Castle), regia di Fernando Coimbra (2017)
- The Bad Guys, regia di Carlos Rincones (2018)
- Il club del libro e della torta di bucce di patata di Guernsey (The Guernsey Literary and Potato Peel Pie Society), regia di Mike Newell (2018)
- Come far perdere la testa al capo (Set It Up), regia di Claire Scanlon (2018)
- Top Gun: Maverick, regia di Joseph Kosinski (2022)
- Sulle ali dell'onore (Devotion), regia di J. D. Dillard (2022)
- Hit Man - Killer per caso (Hit Man), regia di Richard Linklater (2023)
- Tutti tranne te (Anyone But You), regia di Will Gluck (2023)
- Twisters, regia di Lee Isaac Chung (2024)
- The Running Man, regia di Edgar Wright (2025)

#### Televisione
- Jack & Bobby – serie TV, episodio 1x01 (2004)
- Into the West – miniserie TV, episodio 4 (2005)
- Senza traccia (Without a Trace) – serie TV, episodio 7x04 (2008)
- CSI: Miami – serie TV, episodio 7x12 (2009)
- Rizzoli & Isles – serie TV, episodio 2x10 (2011)
- The Lying Game – serie TV, episodio 1x17 (2012)
- NCIS - Unità anticrimine – serie TV, episodi 10x06-10x07 (2012)
- Scream Queens – serie TV, 15 episodi (2015-2016)

### Doppiatore
- Deus Ex: Invisible War - videogioco (2003)
- Tutti pazzi per Re Julien (All Hail King Julien) – serie animata, episodi 1x05-1x12 (2017)
- Jurassic World - Nuove avventure (Jurassic World Camp Cretaceous) – serie animata, 14 episodi (2020-2022)
- Robot Chicken - serie animata, episodio 10x16 (2020)
- Apollo 10 e mezzo (Apollo 10 1⁄2: A Space Age Childhood), regia di Richard Linklater (2022)
- Rick and Morty - serie animata, episodio 7x07 (2023)

### Sceneggiatore
- J.A.W., regia di Nate Parker (2011) - cortometraggio
- Hit Man - Killer per caso (Hit Man), regia di Richard Linklater (2023) (co-sceneggiatore)

### Produttore
- J.A.W., regia di Nate Parker (2011) - cortometraggio (produttore)
- Brisk, regia di Craig Langus (2011) - cortometraggio (produttore)
- Mother Hen, regia di T. Justin Ross (2012) - cortometraggio (produttore)
- Sulle ali dell'onore (Devotion), regia di J. D. Dillard (2022) (produttore esecutivo)
- Hit Man - Killer per caso (Hit Man), regia di Richard Linklater (2023) (produttore)
- The Blue Angels, regia di Paul Crowder (2024) (produttore)

## Riconoscimenti
- Golden Globe
  - 2025 – Candidatura al miglior attore in un film commedia o musicale per Hit Man - Killer per caso

## Doppiatori italiani
Nelle versioni in italiano delle opere in cui ha recitato, Glen Powell è stato doppiato da:
- Marco Vivio in Senza traccia, NCIS - Unità anticrimine, Castello di sabbia
- Davide Perino in Conspiracy - La cospirazione, Tutti tranne te, Twisters
- Francesco Pezzulli in I mercenari 3, Tutti vogliono qualcosa
- Andrea Mete ne Il diritto di contare, The Running Man
- Raffaele Carpentieri in Top Gun: Maverick, Sulle ali dell'onore
- Renato Novara in The Great Debaters - Il potere della parola
- Flavio Aquilone in Come far perdere la testa al capo
- David Chevalier in Il club del libro e della torta di bucce di patata di Guernsey
- Edoardo Stoppacciaro in Hit Man - Killer per caso
- Gabriele Lopez in CSI: Miami
- Alessandro Campaiola in Scream Queens

Da doppiatore è sostituito da:
- Flavio Aquilone in Jurassic World - Nuove avventure
- Francesco Pezzulli in Apollo 10 e mezzo